# Euphranta zeylanica
Euphranta zeylanica
 es una especie de insecto del género Euphranta de la familia Tephritidae del orden Diptera. 
Senior-White la describió científicamente por primera vez en el año 1921.